# Долно Лисиче
Долно Лисиче (на македонска литературна норма: Долно Лисиче) е село в Община Аеродрум на Северна Македония.

## География
Селото е разположено в източната част на Скопската котловина на десния бряг на Вардар на няколко километра южно от вливането на Маркова река.

## История
В края на XIX век Долно Лисиче е българско село в Скопска каза на Османската империя. Според статистиката на Васил Кънчов („Македония. Етнография и статистика“) към 1900 година в Долно Лесиче живеят 260 българи християни.
В началото на XX век цялото село е под върховенството на Българската екзархия. По данни на секретаря на екзархията Димитър Мишев („La Macédoine et sa Population Chrétienne“) в 1905 година в Долно Лисиче има 216 българи екзархисти.
При избухването на Балканската война в 1912 година 4 души от Долно и Горно Лисиче са доброволци в Македоно-одринското опълчение.
След Междусъюзническата война в 1913 година селото попада в Сърбия.
На етническата си карта от 1927 година Леонард Шулце Йена показва Долна Лисица (Dl. Lisica) като село с неясен етнически състав.
Според преброяването от 2002 година селото има 2440 жители.
| Националност     | Всичко |
| северномакедонци | 2378   |
| албанци          | 0      |
| турци            | 0      |
| роми             | 0      |
| власи            | 1      |
| сърби            | 47     |
| бошняци          | 0      |
| други            | 14     |

## Личности
Родени в Долно Лисиче
- Радко Кръстев (? - 1924), деец на ВМРО, загинал в сражение със сръбска войска, родом от Горно или Долно Лисиче[6]
- Тоде Цветков (1879 - 1906), български революционер от ВМОРО